# Tapirira guianensis
Tapirira guianensis là một loài thực vật có hoa trong họ Đào lộn hột. Loài này được Aubl. miêu tả khoa học đầu tiên năm 1775.

## Hình ảnh

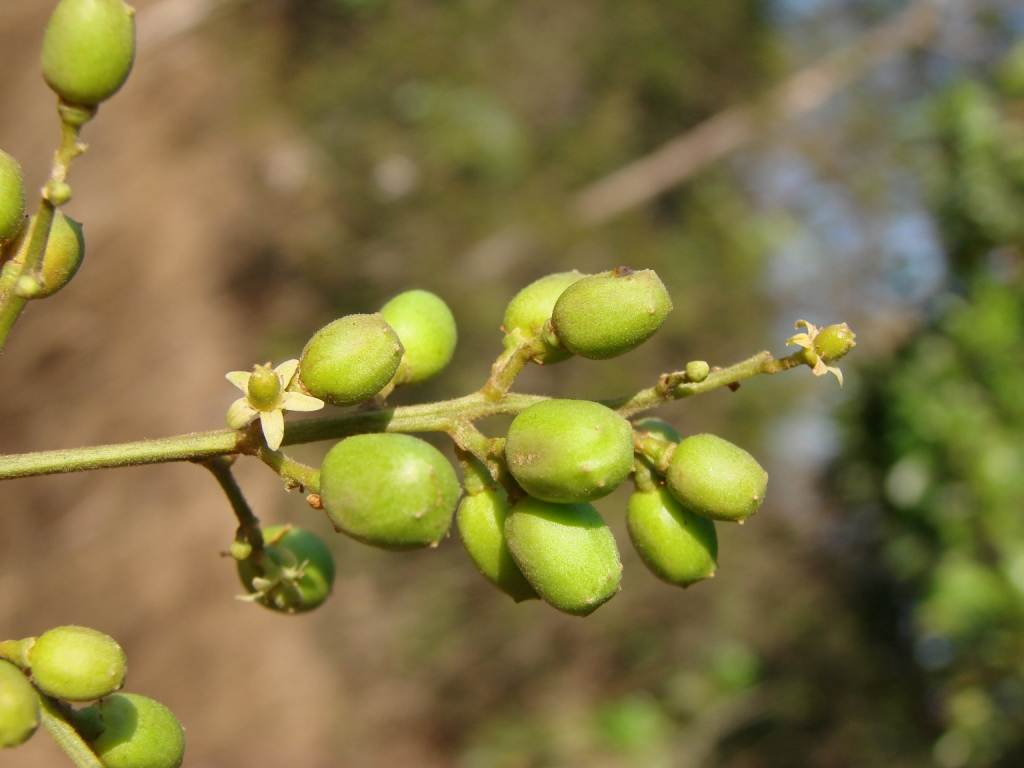